# Torneig d'escacs de Viena de 1898
El Torneig d'escacs de Viena de 1898 fou un torneig d'escacs que se celebrà per commemorar el cinquantè aniversari de l'ascensió al tron d'Àustria-Hongria de l'Emperador Francesc Josep I d'Àustria. El principal organitzador de l'esdeveniment fou el Baró Albert Freiherr von Rothschild, qui també havia finançat anteriorment (i finançaria posteriorment) els torneigs de Viena de 1873, 1882, 1903, i 1908. Els jugadors van visitar el seu palau de Heugasse el 31 de maig de 1898.
Les partides es varen jugar a la seu del Wiener Schachklub (Club d'Escacs de Viena), a Schottengasse, 7. Hugo Fahndrich fou el director del torneig, que va ser anomenat oficialment Kaiser Jubiläumsturnier 1898. El control de temps es va situar en trenta moviments en dues hores. Al torneig hi van participar vint Grans Mestres d'entre els millors del món de l'època (amb les úniques absències d'Emanuel Lasker i Rudolf Charousek), que varen jugar a doble volta des de l'1 de juliol fins al 25 de juliol de 1889.

| #  | Jugador                   | 1  | 2  | 3  | 4  | 5  | 6  | 7  | 8  | 9  | 0  | 1  | 2  | 3  | 4  | 5  | 6  | 7  | 8  | 9  | Total |
| -- | ------------------------- | -- | -- | -- | -- | -- | -- | -- | -- | -- | -- | -- | -- | -- | -- | -- | -- | -- | -- | -- | ----- |
| 1  | Siegbert Tarrasch         |    | 01 | 10 | 1½ | 1½ | 1½ | ½1 | ½½ | ½1 | ½1 | ½½ | 11 | 11 | 11 | 1½ | 1½ | 11 | 11 | 1½ | 27½   |
| 2  | Harry Pillsbury           | 10 |    | 10 | ½1 | 1½ | 10 | ½0 | 1½ | 01 | ½1 | 11 | 11 | 1½ | ½1 | 11 | 11 | 11 | 11 | 11 | 27½   |
| 3  | / Dawid Janowski          | 01 | 01 |    | 11 | 1½ | 11 | 1½ | 00 | ½½ | 11 | ½0 | 11 | 1½ | 11 | 11 | 00 | ½1 | 11 | 11 | 25½   |
| 4  | / Wilhelm Steinitz        | 0½ | 0½ | 00 |    | ½1 | 10 | ½½ | 11 | 1½ | ½1 | ½½ | 01 | 11 | 11 | 01 | 1½ | 1½ | 11 | 11 | 23½   |
| 5  | / Carl Schlechter         | 0½ | 0½ | 0½ | ½0 |    | ½½ | 11 | ½½ | ½½ | ½1 | 0½ | 1½ | ½1 | 1½ | 11 | 0½ | ½1 | 11 | 11 | 21½   |
| 6  | Mikhaïl Txigorin          | 0½ | 10 | 00 | 01 | ½½ |    | 10 | 01 | 1½ | 1½ | ½0 | 10 | 01 | 11 | 10 | 11 | 10 | 01 | 11 | 20    |
| 7  | Amos Burn                 | ½0 | ½1 | 0½ | ½½ | 00 | 01 |    | 1½ | 0½ | ½½ | ½½ | ½0 | ½0 | 11 | 01 | 11 | 1½ | 11 | 11 | 20    |
| 8  | Paul Lipke                | ½½ | 0½ | 11 | 00 | ½½ | 10 | 0½ |    | ½½ | ½½ | ½0 | 1½ | 11 | 1½ | 0½ | ½1 | ½½ | 11 | ½½ | 19½   |
| 9  | / Geza Maroczy            | ½0 | 10 | ½½ | 0½ | ½½ | 0½ | 1½ | ½½ |    | ½½ | 1½ | 11 | ½½ | 01 | 0½ | 01 | 1½ | ½½ | 11 | 19½   |
| 10 | / Semion Alapín           | ½0 | ½0 | 00 | ½0 | ½0 | ½0 | ½½ | ½½ | ½½ |    | ½1 | 1½ | 11 | 00 | 10 | 11 | ½1 | 10 | 11 | 18    |
| 11 | Joseph Henry Blackburne   | ½½ | 00 | ½1 | ½½ | 1½ | ½1 | ½½ | ½1 | 0½ | ½0 |    | ½½ | ½0 | 0½ | ½0 | ½½ | 00 | 11 | ½1 | 17    |
| 12 | Emanuel Schiffers         | 00 | 00 | 00 | 10 | 0½ | 01 | ½1 | 0½ | 00 | 0½ | ½½ |    | 0½ | 1½ | 11 | ½1 | ½1 | 11 | ½1 | 17    |
| 13 | / Georg Marco             | 00 | 0½ | 0½ | 00 | ½0 | 10 | ½1 | 00 | ½½ | 00 | ½1 | 10 |    | 11 | ½1 | 1½ | ½1 | ½1 | 10 | 16½   |
| 14 | Jackson Showalter         | 00 | ½0 | 00 | 00 | 0½ | 00 | 00 | 0½ | 10 | 11 | 1½ | 01 | 00 |    | ½1 | 11 | 11 | 01 | 10 | 15    |
| 15 | / Carl August Walbrodt    | 0½ | 00 | 00 | 10 | 00 | 01 | 10 | 1½ | 1½ | 01 | ½1 | 00 | ½0 | ½0 |    | 00 | 11 | ½0 | 11 | 14½   |
| 16 | / Alexander Halprin       | 0½ | 00 | 11 | 0½ | 1½ | 00 | 00 | ½0 | 10 | 00 | ½½ | ½0 | 0½ | 00 | 11 |    | ½½ | 1½ | ½1 | 14    |
| 17 | / Horatio Caro            | 00 | 00 | ½0 | 0½ | ½0 | 01 | 0½ | ½½ | 0½ | ½0 | 11 | ½0 | ½0 | 00 | 00 | ½½ |    | 11 | ½1 | 12½   |
| 18 | David Graham Baird        | 00 | 00 | 00 | 00 | 00 | 10 | 00 | 00 | ½½ | 01 | 00 | 00 | ½0 | 10 | ½1 | 0½ | 00 |    | ½1 | 8     |
| 19 | Herbert William Trenchard | 0½ | 00 | 00 | 00 | 00 | 00 | 00 | ½½ | 00 | 00 | ½0 | ½0 | 01 | 00 | 00 | ½0 | ½0 | ½0 |    | 5     |

/ Adolf Schwarz es va retirar després de jugar vuit partides.
Tarrasch i Pillsbury acabaren empatats, i van haver de jugar un matx de play-off. Les partides de desempat es jugaren entre el 27 i el 30 de juliol de 1898.
| # | Jugador           | 1 | 2 | 3 | 4 | Total |
| - | ----------------- | - | - | - | - | ----- |
| 1 | Siegbert Tarrasch | 1 | 0 | 1 | ½ | 2½    |
| 2 | Harry Pillsbury   | 0 | 1 | 0 | ½ | 1½    |

Tarrasch va guanyar 6000 Kronen (una gran suma de diners a l'època), i Pillsbury 4400 Kronen.